# 德國國防軍陸軍第385步兵師
德國國防軍陸軍第385步兵師（德語：385. Infanterie-Division）是納粹德國國防軍陸軍的一個步兵師。該師於1942年1月組建。
該師組建後，於1942年5月調往東線，此後一直在當地作戰。
該師於1943年2月斯大林格勒战役被殲，其殘部歸入其他部隊。

## 註腳
1. ↑  Mitcham（2007年）